# Cwmaman
Cwmaman  é um vilarejo perto de Aberdare no Sul do País de Gales,
é o vilarejo da qual a banda Stereophonics se originou
e também é aonde nasceu o poeta Alun Lewis